# Deutsche Volleyball-Bundesliga 1981/82 (Frauen)
Die Saison 1981/82 der Volleyball-Bundesliga war die sechste Ausgabe dieses Wettbewerbs. Der SV Lohhof wurde zum ersten Mal Deutscher Meister. Hamburg und Bochum mussten absteigen.

## Mannschaften
In dieser Saison spielten zehn Mannschaften in der Bundesliga:
- Telstar Bochum
- SG/JDZ Feuerbach
- Godesberger TV
- Hamburger SV
- SV Lohhof
- USC Münster
- TG Rüsselsheim
- 1. VC Schwerte
- TSV Vilsbiburg
- 1. VC Wiesbaden

Als Titelverteidiger trat der USC Münster an. Aufsteiger waren der TSV Vilsbiburg und Telstar Bochum.

## Tabelle
|     | Verein          | Punkte | Sätze |
| --- | --------------- | ------ | ----- |
| 1.  | Lohhof          | 36:0   | 54:3  |
| 2.  | Münster (M)     | 28:8   | 44:18 |
| 3.  | Rüsselsheim (P) | 28:8   | 44:20 |
| 4.  | Schwerte        | 24:12  | 43:26 |
| 5.  | Wiesbaden       | 18:18  | 34:33 |
| 6.  | Feuerbach       | 14:22  | 28:36 |
| 7.  | Godesberg       | 12:24  | 29:39 |
| 8.  | Vilsbiburg (N)  | 10:26  | 20:44 |
| 9.  | Hamburg         | 8:28   | 15:45 |
| 10. | Bochum (N)      | 2:34   | 7:53  |

|     | Absteiger in die 2. Bundesliga   |
| (M) | Meister der Vorsaison            |
| (P) | Pokalsieger der Vorsaison        |
| (N) | Aufsteiger aus der 2. Bundesliga |